# Brit Awards 2003
Les Brit Awards 2003 ont lieu le 20 février 2003 à l'Earls Court Exhibition Centre à Londres. Il s'agit de la 23e cérémonie des Brit Awards, présentée par Davina McCall. Elle est enregistrée et diffusée à la télévision sur la chaîne ITV.
Une nouvelle récompense est attribuée : meilleur artiste britannique de musique urbaine. Le prix de la meilleure vidéo britannique disparaît.

## Interprétations sur scène
Plusieurs chansons sont interprétées lors de la cérémonie :
- Avril Lavigne: Sk8er Boi
- Blue : Riders
- Coldplay : Clocks
- David Gray : The Other Side
- George Michael et Ms. Dynamite : Faith
- Justin Timberlake et Kylie Minogue : Cry Me a River / Like I Love You / Rapture
- Liberty X : Just a Little
- Pink : Get the Party Started / Just like a Pill (en)
- Sugababes : Freak like Me
- Tom Jones : medley de succès

## Palmarès
Les lauréats apparaissent en caractères gras.

### Meilleur album britannique
- A Rush of Blood to the Head de Coldplay
  - The Coral de The Coral
  - A Little Deeper de Ms. Dynamite
  - Original Pirate Material de The Streets
  - Angels with Dirty Faces de Sugababes

### Meilleur single britannique
- Just a Little de Liberty X
  - The Tide Is High de Atomic Kitten
  - Anyone of Us (Stupid Mistake) de Gareth Gates
  - Unchained Melody de Gareth Gates
  - Anything Is Possible / Evergreen de Will Young

Note : Le vainqueur est désigné par un vote des auditeurs de plusieurs radios indépendantes britanniques. Les nommés sont les 5 meilleures ventes de singles d'artistes britanniques au Royaume-Uni en 2002.

### Meilleur artiste solo masculin britannique
- Robbie Williams
  - Badly Drawn Boy
  - Craig David
  - David Gray
  - The Streets

### Meilleure artiste solo féminine britannique
- Ms. Dynamite
  - Sophie Ellis-Bextor
  - Beverley Knight
  - Alison Moyet
  - Beth Orton

### Meilleur groupe britannique
- Coldplay
  - Blue
  - Doves
  - Sugababes
  - Oasis

### Révélation britannique
- Will Young
  - The Coral
  - Liberty X
  - Ms. Dynamite
  - The Streets

Note : Le vainqueur est désigné par un vote des auditeurs de BBC Radio 1.

### Meilleur artiste britannique de musique urbaine
- Ms. Dynamite
  - Daniel Bedingfield
  - Big Brovaz (en)
  - Craig David
  - Beverley Knight
  - Roots Manuva
  - MC Romeo
  - Mis-Teeq
  - So Solid Crew (en)
  - The Streets

Note : le vainsqueur est désigné par un vote des téléspectateurs de MTV Base.

### Meilleur artiste dance britannique
- Sugababes
  - The Chemical Brothers
  - Groove Armada
  - Jamiroquai
  - Kosheen

### Meilleur artiste pop
- Blue
  - Gareth Gates
  - Enrique Iglesias
  - Pink
  - Will Young

Note : Le vainqueur est désigné par un vote des lecteurs du journal The Sun et les téléspectateurs de l'émission CD:UK.

### Meilleur album international
- The Eminem Show de Eminem
  - Come Away with Me de Norah Jones
  - Songs in A Minor d'Alicia Keys
  - Missundaztood de Pink
  - By the Way de Red Hot Chili Peppers

### Meilleur artiste solo masculin international
- Eminem
  - Beck
  - Moby
  - Nelly
  - Bruce Springsteen

### Meilleure artiste solo féminine internationale
- Pink
  - Missy Elliott
  - Norah Jones
  - Alicia Keys
  - Avril Lavigne

### Meilleur groupe international
- Red Hot Chili Peppers
  - Foo Fighters
  - Nickelback
  - Röyksopp
  - The White Stripes

### Révélation internationale
- Norah Jones
  - Avril Lavigne
  - Nickelback
  - Shakira
  - The White Stripes

### Contribution exceptionnelle à la musique
- Tom Jones

## Artistes à nominations multiples
- 4 nominations :
  - Ms. Dynamite
  - The Streets

- 3 nominations :
  - Gareth Gates
  - Norah Jones
  - Pink
  - Sugababes
  - Will Young

- 2 nominations :
  - Blue
  - Coldplay
  - The Coral
  - Craig David
  - Eminem
  - Alicia Keys
  - Avril Lavigne
  - Liberty X
  - Nickelback
  - Red Hot Chili Peppers
  - The White Stripes

## Artistes à récompenses multiples
- 2 récompenses :
  - Coldplay
  - Ms. Dynamite
  - Eminem